# Lokomotiva 998
Lokomotiva řady 998 je akumulační parní lokomotiva s uspořádáním pojezdu C. Jedná se o lokomotivy z německé firmy RAW Meiningen vyráběné v letech 1984 až 1988 pod továrním označením FLC (FL: feuerlose – bezohňová, C: uspořádání dvojkolí).

## Technický popis

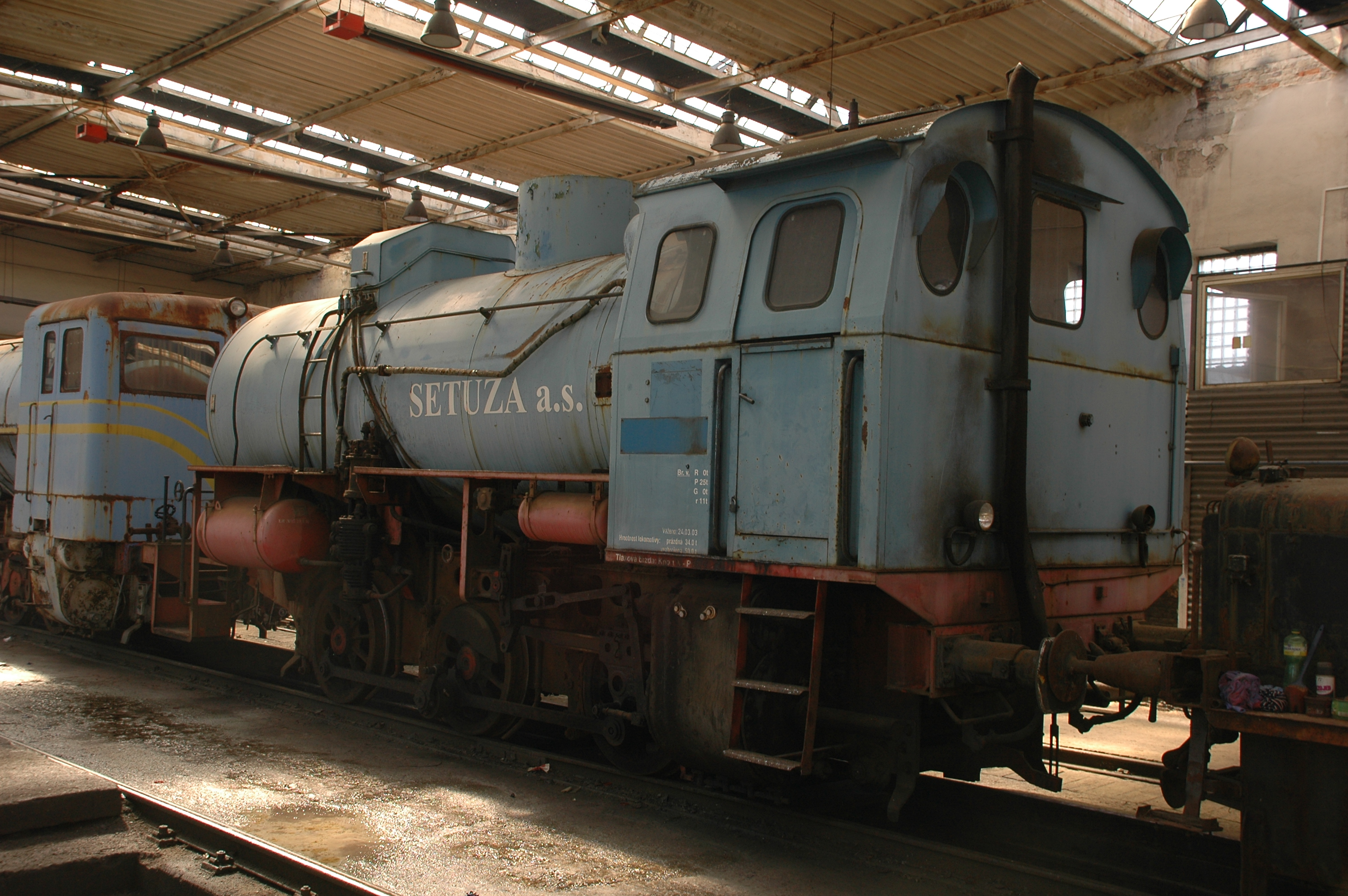
Pohled na zadní stranu lokomotivy s výfukem páry a parním strojem pod strojvůdcovskou budkou

### Zásobník
Zásobník je nízkotlaký a má kapacitu 21 m³, z toho připadá přibližně 17,8 m³ na vodu a 3,2 m³ na páru. Odebíráním páry ze zásobníku se snižuje tlak, voda vře při nižší teplotě a tím vzniká nová pára. Pára vzniká v zásobníku až do teploty 100 °C. Vzniklá mokrá pára se odebírá z parního dómu na horní straně zásobníku.

### Parní stroj
Dvojčitý parní stroj na mokrou páru je umístěn pod budkou strojvedoucího. Válce mají průměr 660 mm a zdvih 500 mm. Výfuk páry je vyveden za budkou strojvedoucího.

## Výroba a provoz
Dvě lokomotivy FLC vyrobené v roce 1988 byly dodány do podniku Setuza v Ústí nad Labem. Provoz těchto strojů zajišťovala společnost Viamont. Jako první byla odstavena lokomotiva 998.200. V roce 2014, kdy začala vlečku Setuzy obsluhovat společnost AWT, byla odstavena i lokomotiva 998.201. Stroje řady 998 byly poslední parní lokomotivy v běžném provozu na území ČR. Obě lokomotivy ze Setuzy jsou nyní v majetku Klubu přátel kolejových vozidel Brno a čekají na zprovoznění.
V roce 2016 získalo liberecké Technické muzeum původně německou lokomotivu řady FLC, která je shodná s lokomotivami provozovanými v Setuze. Tato lokomotiva byla provozována v elektrárně a poté byla předána do Muzea energetiky v německém Hirschfelde. Toto muzeum však v roce 2016 ukončilo svoji činnost.

## Historické lokomotivy
- 998.200-0 (KPKV Brno)
- 998.201-8 (KPKV Brno)
- lokomotiva ev. č. 3 (liberecké Technické muzeum)